# Reggaenerator
Reggaenerator właściwie Krzysztof Fląt (ur. 1969 w Warszawie) – polski wokalista i autor tekstów, wykonawca muzyki reggae. Członek zespołów Vavamuffin i Shark-A-TaaK oraz kolektywu Zjednoczenie Sound System.

## Wybrana dyskografia
Single
| Tytuł                                                              | Rok  | Pozycja na liście | Pozycja na liście | Album        |
| Tytuł                                                              | Rok  | LP3               | RDN               | Album        |
| ------------------------------------------------------------------ | ---- | ----------------- | ----------------- | ------------ |
| Sidney Polak – „Przemijamy” (gościnnie: Pablopavo i Reggaenerator) | 2005 | 39                | 8                 | Sidney Polak |

Inne
| Album                             | Rok  | Uwagi                                                                         | Źródło |
| --------------------------------- | ---- | ----------------------------------------------------------------------------- | ------ |
| DJ Feel-X – Dancehall Clash Test  | 2003 | gościnnie śpiew w utworach "Lova Gal", "Police Freak" i "Remember Art De Rue" | [ 6 ]  |
| Sekcja V – Eksperymenty dźwięku   | 2004 | gościnnie śpiew w utworze „Zniszczenia biologiczne”                           | [ 7 ]  |
| Sidney Polak – Sidney Polak       | 2004 | gościnnie śpiew w utworach „Radio Warszawa” i „Przemijamy”                    | [ 8 ]  |
| Natural Dread Killaz – Naturalnie | 2005 | gościnnie śpiew w utworze „Jungleman”                                         | [ 9 ]  |
| Od czapy zestaw (kompilacja)      | 2005 | śpiew w utworach „Radio warszawa” i „Jah jest prezydentem”                    | [ 10 ] |
| Dreadsquad – Dread za dreadem     | 2005 | gościnnie śpiew w utworze „Ragga dynamit”                                     | [ 11 ] |
| Jah Free – Pillar of Salt         | 2006 | gościnnie śpiew w utworze „Łap to tam”                                        | [ 12 ] |
| Maleo Reggae Rockers – Reggaemova | 2006 | gościnnie śpiew w utworach „Raggaemova” i „Rise Up”                           | [ 13 ] |
| Habakuk – 4 Life                  | 2006 | gościnnie śpiew w utworze „Familijna komitywa”                                | [ 14 ] |
| Polski ogień (kompilacja)         | 2006 | śpiew w utworze „Gyal na medal (Electric Boogie)”                             | [ 15 ] |
| Fu – Krew i dusza                 | 2007 | gościnnie śpiew w utworze „Rap chronologia”                                   | [ 16 ] |
| Hornsman Coyote – What Next?      | 2008 | gościnnie śpiew w utworze „In the Zone”                                       | [ 17 ] |
| Fundacja nr 1 – Poste restante    | 2009 | gościnnie śpiew w utworze „Autonomia”                                         | [ 18 ] |
| Prosto Mixtape 600V (kompilacja)  | 2010 | śpiew w utworze „Regeneracja”                                                 | [ 19 ] |
| Hope – Join The Gang              | 2010 | gościnnie śpiew w utworze „Gangbros”                                          | [ 20 ] |
| HiFi Banda – 23:55                | 2010 | gościnnie śpiew w utworze „Chciałbym”                                         | [ 21 ] |
| RaggaBangg – RaggaBangg           | 2012 | gościnnie śpiew w utworze „Niewiele czasu”                                    | [ 22 ] |
| Shark-A-TaaK – Rec. in Progress   | 2013 | członek zespołu                                                               | [ 23 ] |